# Aurélien Tchouaméni
Aurélien Djani Tchouaméni (Rouen, 27 januari 2000) is een Frans-Kameroens voetballer die doorgaans speelt als middenvelder. In juni 2022 verruilde hij AS Monaco voor Real Madrid. Tchouaméni maakte in 2021 zijn debuut in het Frans voetbalelftal.

## Clubcarrière
Tchouaméni speelde in de jeugd van SJ D'Artigues en kwam in 2011 in de opleiding van Girondins Bordeaux terecht. Hier tekende hij in de zomer van 2018 zijn eerste professionele contract, wat zou lopen tot medio 2022. Zijn debuut in het eerste elftal maakte de middenvelder op 26 juli 2018, toen in de voorrondes van de UEFA Europa League met 0–1 gewonnen werd bij FK Ventspils door een doelpunt van Zaydou Youssouf. Tchouaméni mocht van coach Gustavo Poyet in de basis starten en hij werd een minuut voor tijd gewisseld ten faveure van Otávio. In de volgende ronde van de Europa League kwam de middenvelder voor het eerst tot scoren. Op bezoek bij FK Marioepol kwam de thuisploeg nog op voorsprong door een treffer van Dmitro Misjnov, maar door twee doelpunten van Gaëtan Laborde ging Bordeaux met een voorsprong de rust in. Het slotakkoord was vier minuten na rust voor Tchouaméni, die de volledige negentig minuten mee mocht spelen: 1–3.
In januari 2020 tekende Tchouaméni bij AS Monaco een contract tot medio 2024. In zijn eerste halve seizoen speelde de middenvelder drie wedstrijden in de Ligue 1, maar vanaf de zomer van 2020 kreeg hij een meer vaste rol in de basisopstelling van Monaco. Hij speelde in het seizoen 2020/21 zesendertig wedstrijden in de competitie, allemaal als basisspeler. Op 23 januari 2021 maakte hij in de met 3–1 gewonnen wedstrijd tegen Olympique Marseille zijn eerste goal voor de club. Op 16 september 2021 was hij, tijdens zijn debuut in de UEFA Europa League, voor het eerst aanvoerder van Monaco in de 1–0 overwinning op Sturm Graz. Hij was op dat moment 21 jaar en negen maanden oud. Tchouaméni speelde dat seizoen vijftig wedstrijden en kwam in zijn totaliteit in tweeënhalf jaar vijfennegentig wedstrijden en acht goals.
In de zomer van 2022 verkaste Tchouaméni voor een bedrag van circa tachtig miljoen euro naar Real Madrid, waar hij zijn handtekening zette onder een verbintenis voor de duur van zes seizoenen. Hij maakte in de gewonnen UEFA Super Cup tegen Eintracht Frankfurt (2–0) vijf minuten voor het einde zijn debuut voor Real. Vier dagen later maakte hij zijn debuut in de seizoensouverture tegen Almería (1–2 winst). Tijdens zijn eerste seizoen won Tchouaméni onder meer de Copa del Rey en Real Madrid eindigde op de tweede plek in de nationale competitie. De middenvelder speelde in drieëndertig van de achtendertig competitieduels mee.Aan het einde van zijn tweede jaargang in Madrid won hij met Real de UEFA Champions League en het landskampioenschap.

## Clubstatistieken
| Seizoen | Club               | Competitie       | Competitie | Competitie | Beker | Beker | Internationaal | Internationaal | Totaal | Totaal |
| Seizoen | Club               | Competitie       | Wed.       | Dlp.       | Wed.  | Dlp.  | Wed.           | Dlp.           | Wed.   | Dlp.   |
| ------- | ------------------ | ---------------- | ---------- | ---------- | ----- | ----- | -------------- | -------------- | ------ | ------ |
| 2018/19 | Girondins Bordeaux | Ligue 1          | 10         | 0          | 0     | 0     | 9              | 1              | 19     | 1      |
| 2019/20 | Girondins Bordeaux | Ligue 1          | 15         | 0          | 3     | 0     | —              | —              | 18     | 0      |
| 2019/20 | AS Monaco          | Ligue 1          | 3          | 0          | 0     | 0     | —              | —              | 3      | 0      |
| 2020/21 | AS Monaco          | Ligue 1          | 36         | 2          | 6     | 1     | —              | —              | 42     | 3      |
| 2021/22 | AS Monaco          | Ligue 1          | 35         | 3          | 4     | 1     | 11             | 1              | 50     | 5      |
| 2022/23 | Real Madrid        | Primera División | 33         | 0          | 4     | 0     | 11             | 0              | 48     | 0      |
| 2023/24 | Real Madrid        | Primera División | 27         | 3          | 3     | 0     | 8              | 0              | 38     | 3      |
| 2024/25 | Real Madrid        | Primera División | 32         | 0          | 7     | 2     | 15             | 0              | 54     | 2      |
| Totaal  | Totaal             | Totaal           | 191        | 8          | 27    | 4     | 54             | 2              | 262    | 14     |

Bijgewerkt op 24 juni 2025.

## Interlandcarrière
Tchouaméni maakte zijn debuut in het Frans voetbalelftal op 1 september 2021, toen met 1–1 gelijkgespeeld werd tegen Bosnië en Herzegovina in een kwalificatiewedstrijd voor het WK 2022. Edin Džeko opende de score namens de bezoekers, waarna de uitslag bepaald werd door Antoine Griezmann. Tchouaméni moest van bondscoach Didier Deschamps op de reservebank beginnen en hij mocht in de rust invallen voor Thomas Lemar. De andere Franse debutanten dit duel waren Jordan Veretout (AS Roma) en Moussa Diaby (Bayer Leverkusen). Zijn eerste doelpunt maakte de middenvelder tijdens zijn achtste interlandoptreden, op 25 maart 2022. Op die dag werd een vriendschappelijke wedstrijd gespeeld tegen Ivoorkust. Na de openingstreffer van Ivoriaan Nicolas Pépé en de gelijkmaker van Olivier Giroud zorgde Tchouaméni, die de hele wedstrijd mocht meespelen, voor de winnende treffer: 2–1.
In november 2022 werd Tchouaméni door Deschamps opgenomen in de selectie van Frankrijk voor het WK 2022. Op het WK werd Frankrijk tweede nadat de finale verloren werd van Argentinië. Daarvoor werd de groep met Australië, Denemarken en Tunesië overleefd en werden Polen, Engeland en Marokko uitgeschakeld in de knock-outfase. Tchouaméni speelde in alle zeven wedstrijden mee en scoorde tegen Engeland. Zijn toenmalige clubgenoten Eduardo Camavinga (eveneens Frankrijk), Antonio Rüdiger (Duitsland), Marco Asensio, Dani Carvajal (beiden Spanje), Thibaut Courtois, Eden Hazard (beiden België), Luka Modrić (Kroatië), Éder Militão, Vinícius Júnior, Rodrygo (allen Brazilië) en Federico Valverde (Uruguay) waren ook actief op het toernooi.
Tchouaméni werd in mei 2024 door Deschamps opgenomen in de Franse selectie voor het EK 2024 in Duitsland. Op het toernooi overleefde Frankrijk de groepsfase door een overwinning op Oostenrijk (0–1) en gelijke spelen tegen Nederland (0–0) en Polen (1–1). Hierna werden achtereenvolgens België (1–0) en Portugal (0–0, winst na strafschoppen) verslagen, voor Spanje in de halve finale met 2–1 te sterk was. Tchouaméni kwam alleen tegen Oostenrijk niet in actie. Zijn toenmalige clubgenoten Antonio Rüdiger, Toni Kroos (beiden Duitsland), Daniel Carvajal, Nacho Fernández, Joselu (allen Spanje), Luka Modrić (Kroatië), Jude Bellingham (Engeland), Ferland Mendy, Eduardo Camavinga (beiden eveneens Frankrijk), Andrij Loenin (Oekraïne) en Arda Güler (Turkije) waren ook actief op het EK.
| Interlands van Aurélien Tchouaméni voor Frankrijk | Interlands van Aurélien Tchouaméni voor Frankrijk | Interlands van Aurélien Tchouaméni voor Frankrijk | Interlands van Aurélien Tchouaméni voor Frankrijk | Interlands van Aurélien Tchouaméni voor Frankrijk | Interlands van Aurélien Tchouaméni voor Frankrijk | Interlands van Aurélien Tchouaméni voor Frankrijk |
| №                                                 | Datum                                             | Wedstrijd                                         | Uitslag                                           | Competitie                                        | Goals                                             |                                                   |
| Als speler bij AS Monaco                          | Als speler bij AS Monaco                          | Als speler bij AS Monaco                          | Als speler bij AS Monaco                          | Als speler bij AS Monaco                          | Als speler bij AS Monaco                          | Als speler bij AS Monaco                          |
| ------------------------------------------------- | ------------------------------------------------- | ------------------------------------------------- | ------------------------------------------------- | ------------------------------------------------- | ------------------------------------------------- | ------------------------------------------------- |
| 1                                                 | 1 september 2021                                  | Frankrijk – Bosnië en Herzegovina                 | 1 – 1                                             | WK 2022 kwalificatie                              |                                                   |                                                   |
| 2                                                 | 4 september 2021                                  | Oekraïne – Frankrijk                              | 1 – 1                                             | WK 2022 kwalificatie                              |                                                   |                                                   |
| 3                                                 | 7 september 2021                                  | Frankrijk – Finland                               | 2 – 0                                             | WK 2022 kwalificatie                              |                                                   |                                                   |
| 4                                                 | 7 oktober 2021                                    | België – Frankrijk                                | 2 – 3                                             | Nations League 2020/21                            |                                                   |                                                   |
| 5                                                 | 10 oktober 2021                                   | Spanje – Frankrijk                                | 1 – 2                                             | Nations League 2020/21                            |                                                   |                                                   |
| 6                                                 | 13 november 2021                                  | Frankrijk – Kazachstan                            | 8 – 0                                             | WK 2022 kwalificatie                              |                                                   |                                                   |
| 7                                                 | 16 november 2021                                  | Finland – Frankrijk                               | 0 – 2                                             | WK 2022 kwalificatie                              |                                                   |                                                   |
| 8                                                 | 25 maart 2022                                     | Frankrijk – Ivoorkust                             | 2 – 1                                             | Vriendschappelijk                                 | 90+3'                                             |                                                   |
| 9                                                 | 3 juni 2022                                       | Frankrijk – Denemarken                            | 1 – 2                                             | Nations League 2022/23                            |                                                   |                                                   |
| 10                                                | 6 juni 2022                                       | Kroatië – Frankrijk                               | 1 – 1                                             | Nations League 2022/23                            |                                                   |                                                   |
| 11                                                | 10 juni 2022                                      | Oostenrijk – Frankrijk                            | 1 – 1                                             | Nations League 2022/23                            |                                                   |                                                   |
| 12                                                | 13 juni 2022                                      | Frankrijk – Kroatië                               | 0 – 1                                             | Nations League 2022/23                            |                                                   |                                                   |
| Als speler bij Real Madrid                        |                                                   |                                                   |                                                   |                                                   |                                                   |                                                   |
| 13                                                | 22 september 2022                                 | Frankrijk – Oostenrijk                            | 2 – 0                                             | Nations League 2022/23                            |                                                   |                                                   |
| 14                                                | 25 september 2022                                 | Denemarken – Frankrijk                            | 2 – 0                                             | Nations League 2022/23                            |                                                   |                                                   |
| 15                                                | 22 november 2022                                  | Frankrijk – Australië                             | 4 – 1                                             | WK 2022                                           |                                                   |                                                   |
| 16                                                | 26 november 2022                                  | Frankrijk – Denemarken                            | 2 – 1                                             | WK 2022                                           |                                                   |                                                   |
| 17                                                | 30 november 2022                                  | Tunesië – Frankrijk                               | 1 – 0                                             | WK 2022                                           |                                                   |                                                   |
| 18                                                | 4 december 2022                                   | Frankrijk – Polen                                 | 3 – 1                                             | WK 2022                                           |                                                   |                                                   |
| 19                                                | 10 december 2022                                  | Engeland – Frankrijk                              | 1 – 2                                             | WK 2022                                           | 17'                                               |                                                   |
| 20                                                | 14 december 2022                                  | Frankrijk – Marokko                               | 2 – 0                                             | WK 2022                                           |                                                   |                                                   |
| 21                                                | 18 december 2022                                  | Argentinië – Frankrijk                            | 3 – 3 (4 – 2 n.s.)                                | WK 2022                                           |                                                   |                                                   |
| 22                                                | 24 maart 2023                                     | Frankrijk – Nederland                             | 4 – 0                                             | EK 2024 kwalificatie                              |                                                   |                                                   |
| 23                                                | 27 maart 2023                                     | Ierland – Frankrijk                               | 0 – 1                                             | EK 2024 kwalificatie                              |                                                   |                                                   |
| 24                                                | 16 juni 2023                                      | Gibraltar – Frankrijk                             | 0 – 3                                             | EK 2024 kwalificatie                              |                                                   |                                                   |
| 25                                                | 19 juni 2023                                      | Frankrijk – Griekenland                           | 1 – 0                                             | EK 2024 kwalificatie                              |                                                   |                                                   |
| 26                                                | 7 september 2023                                  | Frankrijk – Ierland                               | 2 – 0                                             | EK 2024 kwalificatie                              | 19'                                               |                                                   |
| 27                                                | 12 september 2023                                 | Duitsland – Frankrijk                             | 2 – 1                                             | Vriendschappelijk                                 |                                                   |                                                   |
| 28                                                | 13 oktober 2023                                   | Nederland – Frankrijk                             | 1 – 2                                             | EK 2024 kwalificatie                              |                                                   |                                                   |
| 29                                                | 17 oktober 2023                                   | Frankrijk – Schotland                             | 4 – 1                                             | Vriendschappelijk                                 |                                                   |                                                   |
| 30                                                | 23 maart 2024                                     | Frankrijk – Duitsland                             | 0 – 2                                             | Vriendschappelijk                                 |                                                   |                                                   |
| 31                                                | 26 maart 2024                                     | Frankrijk – Chili                                 | 3 – 2                                             | Vriendschappelijk                                 |                                                   |                                                   |
| 32                                                | 21 juni 2024                                      | Nederland – Frankrijk                             | 0 – 0                                             | EK 2024                                           |                                                   |                                                   |
| 33                                                | 25 juni 2024                                      | Frankrijk – Polen                                 | 1 – 1                                             | EK 2024                                           |                                                   |                                                   |
| 34                                                | 1 juli 2024                                       | Frankrijk – België                                | 1 – 0                                             | EK 2024                                           |                                                   |                                                   |
| 35                                                | 5 juli 2024                                       | Portugal – Frankrijk                              | 0 – 0 (3 – 5 n.s.)                                | EK 2024                                           |                                                   |                                                   |
| 36                                                | 9 juli 2024                                       | Spanje – Frankrijk                                | 2 – 1                                             | EK 2024                                           |                                                   |                                                   |
| 37                                                | 10 oktober 2024                                   | Israël – Frankrijk                                | 1 – 4                                             | Nations League 2024/25                            |                                                   |                                                   |
| 38                                                | 14 oktober 2024                                   | België – Frankrijk                                | 1 – 2                                             | Nations League 2024/25                            |                                                   |                                                   |
| 39                                                | 20 maart 2025                                     | Kroatië – Frankrijk                               | 2 – 0                                             | Nations League 2024/25                            |                                                   |                                                   |
| 40                                                | 23 maart 2025                                     | Frankrijk – Kroatië                               | 2 – 0 (5 – 4 n.s.)                                | Nations League 2024/25                            |                                                   |                                                   |
| 41                                                | 8 juni 2025                                       | Duitsland – Frankrijk                             | 0 – 2                                             | Nations League 2024/25                            |                                                   |                                                   |

Bijgewerkt op 24 juni 2025.

## Erelijst
| Competitie                |             |             |             |             |
| Competitie                | Aantal      | Jaren       |             |             |
| Real Madrid               | Real Madrid | Real Madrid | Real Madrid | Real Madrid |
| ------------------------- | ----------- | ----------- | ----------- | ----------- |
| Primera División          | 1           | 2023/24     |             |             |
| Copa del Rey              | 1           | 2022/23     |             |             |
| Supercopa de España       | 1           | 2024        |             |             |
| UEFA Champions League     | 1           | 2023/24     |             |             |
| UEFA Super Cup            | 2           | 2022, 2024  |             |             |
| FIFA Club World Cup       | 1           | 2022        |             |             |
| FIFA Intercontinental Cup | 1           | 2024        |             |             |
| Frankrijk                 |             |             |             |             |
| UEFA Nations League       | 1           | 2020/21     |             |             |